# Quyền truy cập Internet
Quyền truy cập Internet, hay còn được gọi là tự do kết nối, là sự nhìn nhận rằng tất cả mọi người phải được cho phép truy cập Internet để thực hành và hưởng các quyền tự do ngôn luận và các quyền cơ bản khác của con người, rằng các nhà nước phải có trách nhiệm đảm bảo rằng tất cả mọi người đều có thể truy cập Internet, và các nhà nước đó không được hạn chế quyền truy cập của từng cá nhân mà không có lý do chính đáng.

## Lịch sử

### 2003: Hội nghị Thượng Đỉnh Toàn Cầu về Xã Hội Thông tin
Vào tháng 12 năm 2003, Hội nghị Thượng Đỉnh Toàn Cầu về Xã Hội Thông tin (WSIS) được tổ chức dưới sự bảo trợ của Liên Hợp Quốc. Sau những phiên làm việc dài, những chính phủ, các tổ chức thương mại và các tổ chức xã hội dân sự cuối cùng đã giới thiệu Tuyên Ngôn về Các Nguyên Tắc WSIS trong đó tái khẳng định lại sự quan trọng của một Xã Hội Thông tin (Infomation Society) trong việc duy trì và củng cố các quyền của con người:
1. Chúng tôi, những đại diện của những con người trên thế giới này, họp lại ở Geneva từ ngày 10 đến ngày 12 tháng 12 năm 2003 cho phiên làm việc đầu tiên của Hội nghị Thượng Đỉnh Toàn Cầu về Xã Hội Thông tin, tuyên bố mong muốn chung và sự cam kết cho việc xây dựng một Xã Hội Thông tin lấy con người làm tâm, cho tất cả và hướng tới sự phát triển, nơi mà tất cả mọi người có thể sáng tạo, truy cập, sử dụng và chia sẻ thông tin và kiến thức, nơi cho phép những cá nhân, những cộng đồng và những con người có mọi khả năng của mình trong việc khuyến khích sự phát bền vững của họ và nâng cao chất lượng cuộc sống của họ, như được đưa ra trong những thông điệp và nguyên tắc của Hiến chương Liên Hợp Quốc và tôn trọng một cách đầy đủ và duy trì từ Tuyên Ngôn Phổ Quát về Nhân quyền
...
3. Chúng tôi tái khẳng định sự phổ quát, sự không thể bị chia cắt, sự độc lập phụ thuộc lẫn nhau và mỗi tương quan lẫn nhau của tất cả các quyền của con người và các quyền tự do cơ bản, bao gồm quyền phát triển, như được đề cập trong Tuyên bố Vienna. Chúng tôi cũng tái khẳng định rằng sự dân chủ, sự phát triển bền vững, và sự tôn trọng cho các quyền của con người và các quyền tự do cơ bản cũng như sự quản trị tốt ở tất cả các cấp độ là phụ thuộc và củng cố cho nhau. Chúng tôi quyết tâm hơn nữa để tăng cường pháp quyền ở cộng đồng quốc tế cũng như các vấn đề của từng quốc gia.

Tuyên Ngôn về Các Nguyên Tắc WSIS đưa ra các tham chiếu cụ thể đến tầm quan trọng của quyền tự do ngôn luận trong một "Xã Hội Thông tin":
4. Chúng tôi, với tư cách một tổ chức thiết yếu cho một Xã Hội Thông tin, và như được nêu trong Điều 19 của Tuyên Ngôn Phổ Quát về Nhân quyền, rằng mọi người đều có quyền tự do bày tỏ ý kiến của mình; rằng quyền này bao gồm việc tự do giữ các quan điểm mà không bị bất cứ một cản trở nào và việc tìm kiếm, tiếp nhận và lan truyền thông tin và ý tưởng có thể được thực hiện qua bất cứ hình thức nào mà không bị một giới hạn nào. Giao tiếp là một tiến trình xã hội căn bản, mà mỗi con người đều cần và là nền tảng của tất cả các tổ chức xã hội. Nó là trung tâm của một Xã Hội Thông tin. Mỗi người, dù là ở bất cứ đâu, cần có cơ hội được tham gia và không nên có một ai không được hưởng các quyền lợi mà một Xã Hội Thông tin mang lại.

### 2009–2010: Khảo sát của BBC World Service
Một cuộc khảo sát với sự tham gia của 27.973 người trưởng thành ở 26 quốc gia, trong đó có 14.306 người dùng Internet thực hiện cho BBC World Service từ ngày 30 tháng 11 năm 2009 ngày 7 tháng 2 năm 2010 đã chỉ ra rằng khoảng bốn phần năm người dùng Internet và người không dùng Internet trên khắp thế giới cảm thấy việc truy cập Internet là một quyền cơ bản. 50% hoàn toàn đồng ý, 29% đồng ý ở một mức độ nào đó, 9% phản đối ở một mức độ nào đó, 6% hoàn toàn phản đối, và 6% không đưa ra quan điểm.
1. ↑  "Declaration of Principles", WSIS-03/GENEVA/DOC/4-E, World Summit on the Information Society, Geneva, ngày 12 tháng 12 năm 2003
2. 1 2  Klang, Mathias; Murray, Andrew (2005). Human Rights in the Digital Age. Routledge. tr. 1.
3. ↑  Với cuộc khảo sát này của BBC, người dùng Internet được tính là người có sử dụng Internet trong sáu tháng gần nhất.
4. ↑  "BBC Internet Poll: Detailed Findings", BBC World Service, ngày 8 tháng 3 năm 2010
5. ↑  "Internet access is 'a fundamental right'", BBC News, ngày 8 tháng 3 năm 2010